# Kociszew (województwo mazowieckie)
Kociszew – wieś sołecka w Polsce położona w województwie mazowieckim, w powiecie grójeckim, w gminie Grójec.
W latach 1954–1959 wieś należała i była siedzibą władz gromady Kociszew, po jej zniesieniu w gromadzie Kobylin. W latach 1975–1998 miejscowość administracyjnie należała do województwa radomskiego.
We wsi znajduje się lądowisko Grójec-Kociszew.
Znajduje się tutaj dwór z początku XX wieku.